# Hiroshi Ishii
Hiroshi Ishii (石井宏?, Ishii Hiroshi; Tokyo, 21 settembre 1939) è un ex nuotatore giapponese.

## Palmarès
- Giochi Olimpici

Roma 1960: argento nei 4x200 stile libero.